# MM 90 FC
La classe MM 90 FC est une classe de navires constituée de trois rouliers : le Qajaq W, l'Hiiumaa et le Saaremaa I.

## Histoire
Le 24 avril 2007, le BLRT Grupp entame la construction de trois navires pour le compte de la compagnie de navigation estonienne Saaremaa Laevakompanii dans ses chantiers de Klaipėda et de Fiskerstrand, au coût de 90 000 000 €.
Les navires battent d'abord pavillon estonien et ont comme port d'attache Roomassaare, dans la mer Baltique, assurant les liaisons entre le continent et les îles d'Hiiumaa et de Muhu,,.
Le 20 août 2015, le Muhumaa et le Saaremaa sont affectés au service de l'Elb-Link (de) entre Cuxhaven et Brunsbüttel. Le service est suspendu le 1er mars 2017. Le 25 mai 2017, Le Muhumaa et le Saaremaa sont renommés Grete et Anne-Marie, sous pavillon allemand, rappelant le nom de l'instigatrice de la liaison au début du XXe siècle. Les navires affectés à la liaison sur l'Elbe battent ensuite pavillon maltais. À l'été, l'opérateur préfère au Grete l'Anne-Marie, tandis que le Grete est remisé dans le port de Bremerhaven. Des bris répété au moteur de l'Anne-Marie entraînent son remisage par son propriétaire et la fin du service de l'Elb-Link.
Les trois traversiers sont vendus à un groupe d'investisseurs, transférés à Conmar Shipping à Cuxhaven et placés sous pavillons allemands. L'Hiiumaa, jusqu'alors en service en Estonie, est mis au rancart à Kiel en octobre 2017.
En septembre 2018, l'Hiiumaa et le Grete sont acquis par le groupe Woodward. Dans le giron de Nunatsiavut Marine, l'Hiiumaa est renommé Kamutik W, puis dessert la côte du Labrador à partir de Goose Bay jusqu’à Nain. Le navire est réaménagé avec des cabines pouvant accueillir 80 passagers, réduisant la capacité à 140 passagers et 20 véhicules. Dans le giron de Labrador Marine, le Grete est renommé Qajaq W, et affecté à la traversée du détroit de Belle Isle entre Blanc-Sablon et Sainte-Barbe. Sa capacité est réduite à 300 passagers, 120 véhicules et huit remorques.
Malgré les bris survenus à la suite d'un accident survenu le 26 mars 2019 dans le port de Cuxhaven, le Saaremaa est acquis le 17 avril 2019 par la Société des traversiers du Québec afin de relever l'Apollo et le F.-A.-Gauthier la traverse Matane—Baie-Comeau—Godbout dans l'estuaire du Saint-Laurent. Il est alors renommé Saaremaa I. En décembre 2024, la Société des traversiers du Québec annonce que le navire remplacera le N.M. Trans-Saint-Laurent pour la traverse Rivière-du-Loup—Saint-Siméon dès 2028, dans la municipalité voisine de Cacouna.

## Navires
| Liste des navires de la classe MM 90 FC | Liste des navires de la classe MM 90 FC | Liste des navires de la classe MM 90 FC | Liste des navires de la classe MM 90 FC | Liste des navires de la classe MM 90 FC                                                                 | Liste des navires de la classe MM 90 FC |
| Nom originel                            | Numéro de chantier                      | Numéro IMO                              | Date de lancement et de livraison       | Statut                                                                                                  | Image                                   |
| --------------------------------------- | --------------------------------------- | --------------------------------------- | --------------------------------------- | --- | --------------------------------------- |
| Muhumaa                                 | 63                                      | 9474060                                 | 30 septembre 2009 8 mars 2010           | - Renommé Grete (2017) - Renommé Qajaq W (2018) - En service                                            |                                         |
| Saaremaa                                | 64                                      | 9474072                                 | 13 février 2010 10 juin 2010            | - Renommé Anne-Marie (2015) - De nouveau nommé Saaremaa (2017) - Renommé Saaremaa I (2019) - En service |                                         |
| Hiiumaa                                 | 65                                      | 9481805                                 | 4 octobre 2010 28 avril 2011            | En service                                                                                              |                                         |